# José Manuel Aguilera
José Manuel Aguilera es un compositor, guitarrista, cantante, productor y escritor mexicano. Desde 1994 es el líder del grupo de rock La Barranca. Además, ha formado parte de Sangre Asteka, Nine Rain y Jaguares.

## Biografía
José Manuel Aguilera nació en la Ciudad de Guadalajara en 1959. A los seis años vivía en la casa de su abuela paterna y fue cuando tuvo su primer contacto con la música, gracias a sus tías que interpretaban boleros en las fiestas familiares. Una de ellas decidió aprender a tocar la guitarra y José Manuel observaba con atención sus clases: "Me paraba en la sala y veía al maestro y a mi tía tocando, me llamaba mucho la atención. Desde el principio me atrapó la guitarra; entonces un día, no sé por qué le dije: 'yo puedo hacer eso que te enseñaron'".
A los pocos meses se trasladó a Ciudad Satélite donde vivió toda su adolescencia y donde conoció y se enamoró del rock gracias a unos primos suyos que poseían una gran colección de discos y que también integraban un grupo de garage junto a un guitarrista llamado Luis Arteaga (que puede ser considerado uno de los maestros de José Manuel) llamado El Fracaso, grupo al que el mismo José Manuel se integraría más tarde, debutando oficialmente en un concierto en vivo en El Centro Cívico de Ciudad Satélite.
Después de terminar la Universidad, decide emprender un viaje a Inglaterra para estudiar una maestría en Birmingham. Allí entra en contacto con bandas amateurs y se integra a ellas, además de que asiste a muchos conciertos avivando así su interés musical y las ganas de formar un grupo en serio y grabar discos. Regresa a México a mitad de los ochenta con esa firme convicción.
En 1986, después de haber formado un grupo de música original efímero llamado Fragmentos, conoce al acordeonista Humberto Álvarez con quién le da forma a Sangre Asteka, grupo que mezcla rock con música popular mexicana. Tras una serie de varios movimientos de integrantes, en 1990, Humberto y José Manuel acompañados del bajista Daniel Soberanes y su pareja y percusionista Alda Reuter viajan a San Diego a grabar el primer disco de Sangre Asteka, en el Estudio Signature Sound perteneciente al antiguo guitarrista de EL Fracaso Luis Arteaga.
Al regreso de la grabación Sangre Asteka entra en receso y en el ínter José Manuel se integra como guitarrista al mítico grupo de La Suciedad de las Sirvientas Puercas liderado por el músico de rock underground Dr. Fanatik con la participación de los músicos Federico Fong en el bajo, Lorenzo Lagrava en los teclados, Alfonso André en la batería y Saúl Hernández en la guitarra rítmica (quienes se encontraban también descansando de sus compromisos con Invasores); poco tiempo después se integra a otro proyecto efímero del mismo Dr. Fanatik llamado Cabeza.
Finalmente, en 1988, aparece el primer y único disco de Sangre Asteka de título homónimo. El grupo de nueva cuenta reestructurado con nuevos elementos como Federico Fong y Bola Domene, comienza entonces a presentar el disco en vivo en algunos lugares e incluso graban algunos videoclips. Finalmente Daniel y Alda, junto al baterista Julio Morán regresan al grupo para concluir los últimos compromisos de la banda (incluyendo un concierto en el New Music Seminar en la ciudad de Nueva York al lado de Café Tacvba) y el grupo desaparece finalmente por diferencias creativas. José Manuel trabajaría un poco más con el resto de los integrantes algunas de sus canciones bajo el nombre de La Sangre, pero las mismas nunca salieron del cuarto de ensayos.
Durante todo este proceso de desintegración con Sangre Asteka, José Manuel comenzó un período de búsquedas diversas que lo llevó a trabajar paralelamente primero con Jaime López con quien grabaría en 1993 el disco Odio Fonky, tomas de buró (hoy en día considerado de culto y uno de los mejores discos del rock nacional), así como con Alfonso André y Federico Fong por separado, con quienes generaba distintas ideas que posteriormente serían la semilla para la gestación de La Barranca, grupo que constituiría a la larga su proyecto principal. Posteriormente se une como guitarrista y segunda voz en 1992 a Nine Rain junto a Steven Brown, Nikolas Klau y Alejandro Herrera grupo con el cual sacó un disco de título homónimo en 1993 donde según el periodista mexicano de rock David Cortés "muestra una asimilación de la música mexicana y la imbricación de la misma en un contexto de rock y jazz". En ese periodo también participó como guitarrista invitado en algunos conciertos de la gira de la ira del cerro de Invasores que lo llevó a tocar en la gira WOMAD (World of Music, Arts and Dance), un festival organizado por Peter Gabriel y que llevó al quinteto por quince ciudades de Norteamérica.
Mientras seguía trabajando con Alfonso y Federico (principalmente con este último) en un cuerpo de canciones que tomaban un rumbo específico en 1995 es invitado a participar en el disco de Forseps Bebé Mod.01 un proyecto de José Fors que lo lleva a tocar su guitarra en cinco canciones donde, coincidentemente la batería corre a cargo de Alfonso André. Aguilera queda encantado y satisfecho de los Oigo Estudios de Guadalajara y convence a Federico de emprender el viaje a dicha ciudad para grabar ahí el primer disco de La Barranca junto a Alfonso André quién al principio se consideró como baterista invitado pero que gradualmente y al final terminó por grabar en todas las canciones de El fuego de la noche disco que fue grabado durante la Semana Santa de 1995 y que apareció editado a fines de agosto de 1996. Para ese año Invasores se encontraba ya disuelto y Saúl Hernández invita a Aguilera, Fong y por supuesto a André a participar en un nuevo proyecto que se llamaría Jaguares, un 'taller' musical para tocar canciones del mismo Hernández, donde a la larga pasarían varios músicos como Sergio Gómez Jr. y Jarris Margalis.

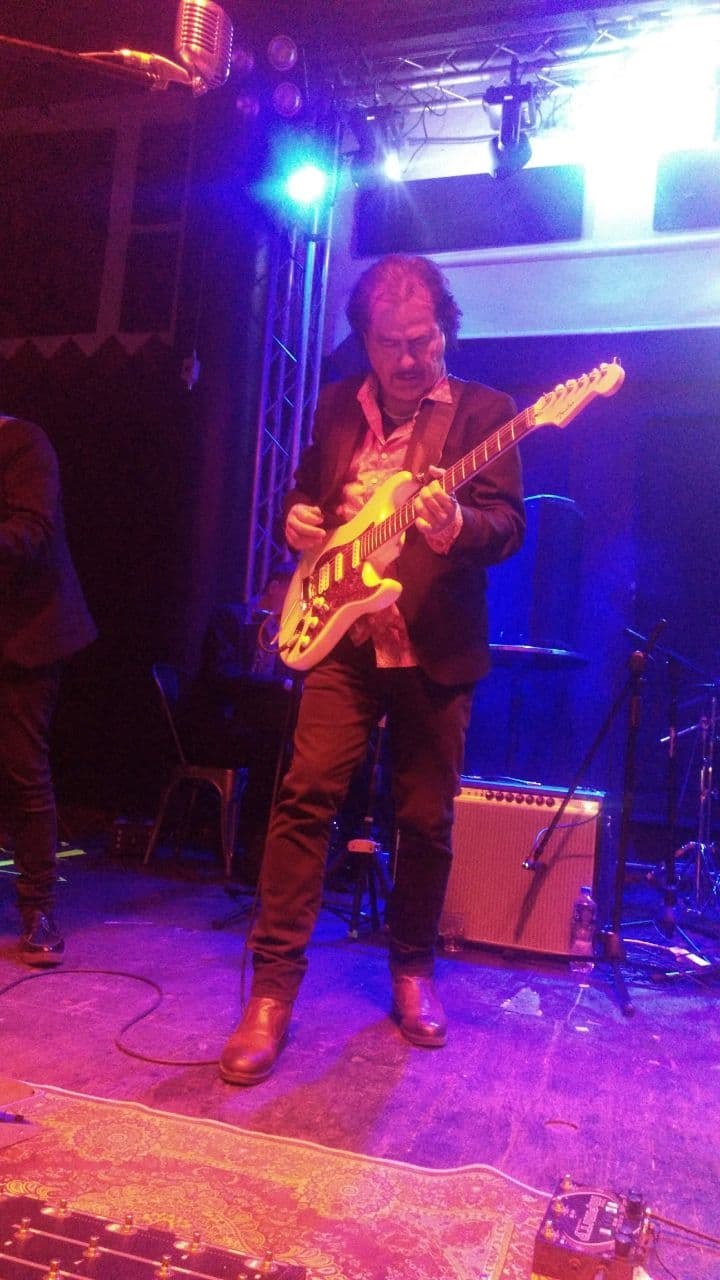
Aguilera en el concierto de fin de año del 2018

José Manuel Aguilera participó en Jaguares por un solo disco y una sola gira. E.E.D.L.T. se presentó oficialmente el 16 de septiembre de 1996 en el Auditorio Nacional y al mismo tiempo José Manuel seguía dándole continuidad al proyecto de La Barranca en los momentos que Jaguares dejaba disponibles a los músicos. A principios de 1996,1997 y 1998 aparece en el mercado el segundo disco de La Barranca titulado Tempestad con el cual el grupo se situó como un referente central en el rock mexicano al reafirmarse ante la crítica y al ganarse un público cada vez mayor; de igual forma el nombre de José Manuel Aguilera y su talento y habilidades como guitarrista y compositor empiezan a ser reconocidos de una manera más amplia y ya sin la sombra de lo que significó su breve estancia en Jaguares. Participa en la primera edición del Festival Vive Latino 1997.
En el año 1998, La Barranca edita su tercer larga duración titulado Rueda de los tiempos producido en conjunto con Eduardo del Águila que a la postre se convertiría en colaborador habitual de los músicos. Al término de la promoción del disco, Alfonso y Federico abandonan el grupo para perseguir otros proyectos, dando fin a la primera etapa de la banda, no sin antes grabar una versión de La Banda del Carro Rojo para El más grande homenaje a Los Tigres del Norte; en el mismo año José Manuel viaja a Cuba y participa por última vez con el grupo Nine Rain en el disco Rain of Fire y a su regreso comienza a trabajar en su primer disco como solista, el cuasi-instrumental Yendo al cine solo que apareció editado finalmente en el año 2001, al respecto en palabras de su autor el disco se trataba de "un soundtrack de películas imaginarias, donde el personaje principal es la guitarra". En el mismo, participaron varios músicos, donde destacan Alejandro Otaola (guitarrista que ya venía trabajando con La Barranca como guitarrista invitado desde Rueda de los Tiempos), José María Chema Arreola (baterista suplente Alfonso André en La Barranca también desde esa misma etapa) y su hermano Alonso Arreola (bajista, escritor y en ese entonces editor de una revista en México) con quienes presentaría el disco en vivo en varios conciertos durante el 2001 y reformaría a La Barranca gracias a la química y dinámica generada en dichos conciertos.
Con esta 'nueva alineación', José Manuel grabaría dos álbumes del grupo: Denzura 2003 y El Fluir 2005 y tendría varias presentaciones memorables como su participación en el Festival Cervantino como parte del homenaje programado a Los Tigres del Norte (donde José Manuel se subiría a compartir el escenario con el grupo), en el Festival "Como un río loco" en Francia en el 2003 (año en el que también fueron considerados por la prensa de manera unánime como "El grupo más elegante del rock hecho en México") y en el XXI Festival del Centro Histórico abarrotando el Teatro de la Ciudad.
En el año 2006 presentó su segundo trabajo en conjunto con Jaime López el No más héroes por favor (secuela del Odio Fonky) y participó como guitarrista invitado en los discos solistas de Alonso Arreola LabA: música horizontal y Alejandro Otaola Fractales. A finales de ese año La Barranca presenta uno de los mejores conciertos de su carrera, llamado "El Fluir Total" que terminó representando el fin de la segunda etapa del grupo, ya que poco tiempo después se anuncia la salida de Alejandro, Alonso y Chema.
A principios del 2007 José Manuel presenta en vivo con Jaime López, Alfonso André y Carlos Maldonado material del Odio Fonky/No más héroes y a finales de mayo de ese mismo año, se reúne de nuevo con Alfonso André y Federico Fong con la intención de grabar un puñado de nuevas canciones sin un plan específico. A principios de julio realiza un viaje que lo lleva hasta San Petersburgo y a su regreso a México a mediados de agosto se anuncia el regreso oficial de La Barranca con su 'alineación original' y presentan el disco Providencia en el Teatro Metropólitan con el apoyo de Jorge 'Cox' Gaitán, viejo colaborador del grupo, el trío de cuerdas "Del Águila" y el guitarrista Adolfo Romero, integrante del grupo de rock mexicano Cohete ante un lleno total el 30 de mayo de 2008; ese mismo año editan un disco instrumental llamado Construcción entendido como una extensión del Providencia al ser concebido usando elementos descartados y bases de este último y aparece también La vida en La Barranca un libro biográfico del grupo escrito a manera de ensayo por David Cortés. A principios del 2009 la banda decide darse un receso y José Manuel aprovecha la oportunidad para presentarse como solista en distintos foros con capacidad limitada, con un proyecto llamado Mitocondrias basado en el uso de guitarras acústicas y loops creados en vivo, donde interpreta canciones nuevas y conocidas, además de algunos cóvers. A finales de año, La Barranca recibe la invitación de la Cineteca Nacional para integrarse al ciclo Bandas Sonoras a ritmo de rock y José Manuel sonoriza junto a Federico Fong y un percusionista invitado llamado Enrique Castro, el film silente The Phantom of the Opera (película de 1925) registrando llenos totales y localidades agotadas las dos presentaciones programadas el día 28 de noviembre. En enero de 2010 se anuncia la grabación de un nuevo larga duración del grupo y José Manuel alterna sus presentaciones de Mitocondrias y La Barranca en medio de la grabación del nuevo disco que llevaría por título Piedad Ciudad el cual se presenta oficial y nuevamente en el Teatro Metropólitan el 28 de agosto del mismo año, presentando en la alineación oficial además de José Manuel y Federico, la inclusión definitiva de Adolfo Romero y el baterista Iván Solís Navi Nass ambos integrantes de Cohete.

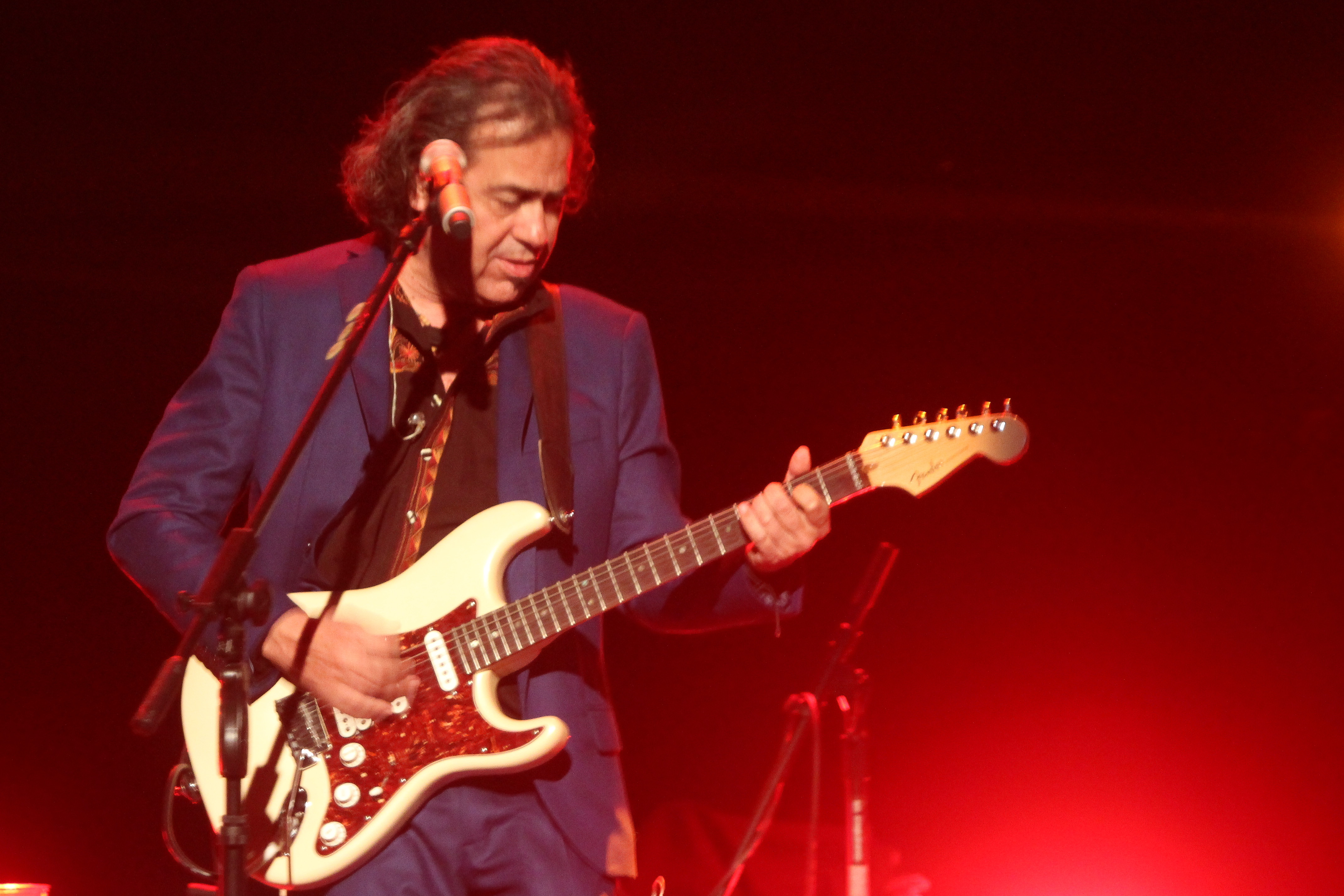
En el 20 aniversario de La Barranca en 2015.

Durante todo el 2011 José Manuel se encontraría de gira con La Barranca promocionando Piedad ciudad y presentando Mitocondrias 2.0 espectáculo que sofisticó y aumentó con la participación intermitente de algunos músicos invitados. En noviembre del mismo año José Manuel edita su primer libro titulado 'Estambul. cuadernos Nocturnos' que forma parte de la colección La letra con ritmo entra. Al respecto su editora Elena Santibáñez señala en la contraportada: "José Manuel Aguilera suele tener un cuaderno de apuntes cerca de su cama, y es de ahí de donde surge Estambul. Cuadernos nocturnos. En este libro, nos comparte un viaje introspectivo y reflexivo de palabras impresas que, al igual que sus trabajos musicales, nos propone abismales y abisales rutas nocturnas, para llegar a recónditos lugares de uno mismo.". Dicho libro se presentaría de manera oficial en febrero de 2012 en el Centro Cultural España con la participación especial del escritor Xavier Velasco.
Actualmente prepara con La Barranca la presentación oficial de su nuevo disco titulado Eclipse de Memoria para el 6 de junio en el Teatro de la Ciudad.

## Discografía

### ConSangre Asteka
- Sangre Asteka (1991)

### Con La Suciedad de Las Sirvientas Puercas
- The Amazing Dr. Fanatik with "La Suciedad de las Sirvientas Puercas", Live (disco no oficial) (1992)

### ConJaime López
- Odio Fonky, tomas de buró (1993)
- No más héroes por favor (2006)

### ConNine Rain
- Nine Rain (1996)
- Rain of Fire (2000)

### ConLa Barranca
- El fuego de la noche (1996)
- Tempestad (1997)
- Día negro (EP, 1997)
- Rueda de los tiempos (2000)
- Denzura (2003)
- Cielo Protector (EP, 2004)
- El Fluir (2005)
- Providencia (2008)
- Construcción (2008)
- Piedad ciudad (2010)
- Eclipse de memoria (2013)
- Fatális (2015)
- Lo eterno (2018)
- Entre la niebla (2020)
- Antimateria (2024)

### ConJaguares
- El equilibrio de los jaguares (1996)

### Como Solista
- Yendo al cine solo (2001)
- Promesaluz (digital) -con Yamil Rezc- (2014)

### Como invitado
- Forseps - Bebé Mod.01 (1995)
- Oxomaxoma - sin boca con los ojos negros (1997)
- Forseps - .02 (2000)
- Forseps - 333: El Despertar del Animal (2002)
- Dr. Fanatik - Spirit Underground (2001)
- Panteón Rococó - "Sonia" (sencillo) (2003)
- La Hora del Tiempo Monocordio - "Danza Poderosa"/"Una canción que te suena a otra canción" (2005)
- Pulsar Cohete - "Brilla en mi cielo" (2005)
- El primer rayo de sol [Monocordio] - "Lejos-Cerca" (2006)
- LabA música horizontal Alonso Arreola - "Feteasca neagra" (2006)
- Deshabitado San Pascualito Rey - Voz en "La Verdad" (2006)
- Fractales Otaola - "El eclipse" (2007)
- Dr. Fanatik - Es mi Heroína (2007)
- Gerardo Enciso - Es por ti (2010)
- Alfonso André - Cerro del aire (2011)

### Como productor
- Félix Culpa - Félix Culpa (1995)
- Samsara - Samsara (1997)
- Cecilia Toussaint - Cecilia Toussaint (2001)

### En Recopilaciones
- Ofrenda a Rockdrigo González Vol. 1 -con La Barranca- "Perro en el periférico" (2003)
- El Más Grande Homenaje a los Tigres del Norte -con La Barranca- "La banda del carro rojo" (2005)
- Como un río loco. le meilleur des musiques mexicaines d'aujourd'hui. (compilación francesa, 2004) -con La Barranca- "Animal en extinción" (del disco Denzura).